# Miguel Custodio Durán
Miguel Custodio Durán (Ciudad de México, Nueva España, 1680-Ciudad de México, 1746) fue un arquitecto novohispano de principios del siglo XVIII seguidor del estilo barroco. 

## Biografía
Formó parte de una familia de arquitectos afamados, su padre fue el también arquitecto José Durán —quien construyó el templo de San Francisco Javier en Tepotzotlán— y fue tío del arquitecto Ildefonso de Iniesta Bejarano y Durán y tío abuelo del arquitecto José Joaquín García de Torres. Trabajó junto con Pedro de Arrieta en las obras del desagüe en Huehuetoca y en el real convento de Jesús María;  A la muerte de este recibió el nombramiento de maestro de obras del Hospital de Jesús.
Su estilo destaca por el uso de estrías móviles en fustes y pináculos ondulantes, semejando llamas. Por estas características se le atribuyen la capilla de la Inmaculada Concepción en la iglesia de Regina Coeli en el Centro Histórico de la Ciudad de México y la  Iglesia de Zumpango, si bien es clara la influencia de su obra en estos edificios, no se han encontrado fuentes documentales que demuestren que son de su autoría.

## Obras destacadas
- Iglesia de San Juan de Dios en la Ciudad de México
- Templo de San Lázaro en la Ciudad de México (En ruinas)
- Parroquia de San Miguel en Atitalaquia, Hidalgo
- Santuario de Chalma en el Estado de México (1721-1729)[4]
- Parroquia de la asunción en Real del Monte.[2]
- Casa del desagüe o de los virreyes en Huehuetoca[5]

## Galería de imágenes
|                                                   |
| Templo de San Juan de Dios en la Ciudad de México |

|                                        |
| Parroquia de San Miguel en Atitalaquia |

|                     |
| Santuario de Chalma |

|                                            |
| Parroquia de la Asunción en Real del Monte |